# 우럭 (조개)
우럭은 조개의 일종이다. 개펄에 사는 종이며, 대서양 북반구 연안과 태평양 북반구 연안에 서식한다. 맛이 있어 식용한다. 서양에서는 찌거나 튀겨 먹거나 클램 차우더로 먹는다.